# (6649) Yokotatakao
(6649) Yokotatakao es un asteroide perteneciente al cinturón de asteroides, región del sistema solar que se encuentra entre las órbitas de Marte y Júpiter.
Fue descubierto el 5 de septiembre de 1991 por Akira Natori y Takeshi Urata desde la estación Yakiimo.

## Designación y nombre
Designado provisionalmente como 1991 RN fue nombrado en honor de Takao Yokota (n. 1956), ingeniero de sistemas que trabaja en tecnologías espaciales y astronómicas y también un activo astrónomo aficionado. Contribuyó al proyecto de la Estación Espacial Internacional y es miembro del personal de la Asociación Japonesa de Guardias Espaciales.

## Características orbitales
Yokotatakao está situado a una distancia media del Sol de 2,534 ua, pudiendo alejarse hasta 3,179 ua y acercarse hasta 1,889 ua. Su excentricidad es 0,255 y la inclinación orbital 7,202 grados. Emplea 1473,50 días en completar una órbita alrededor del Sol.

## Características físicas
La magnitud absoluta de Yokotatakao es 13,29. Tiene 7,411 km de diámetro y su albedo se estima en 0,222.